# Peter Paltchik

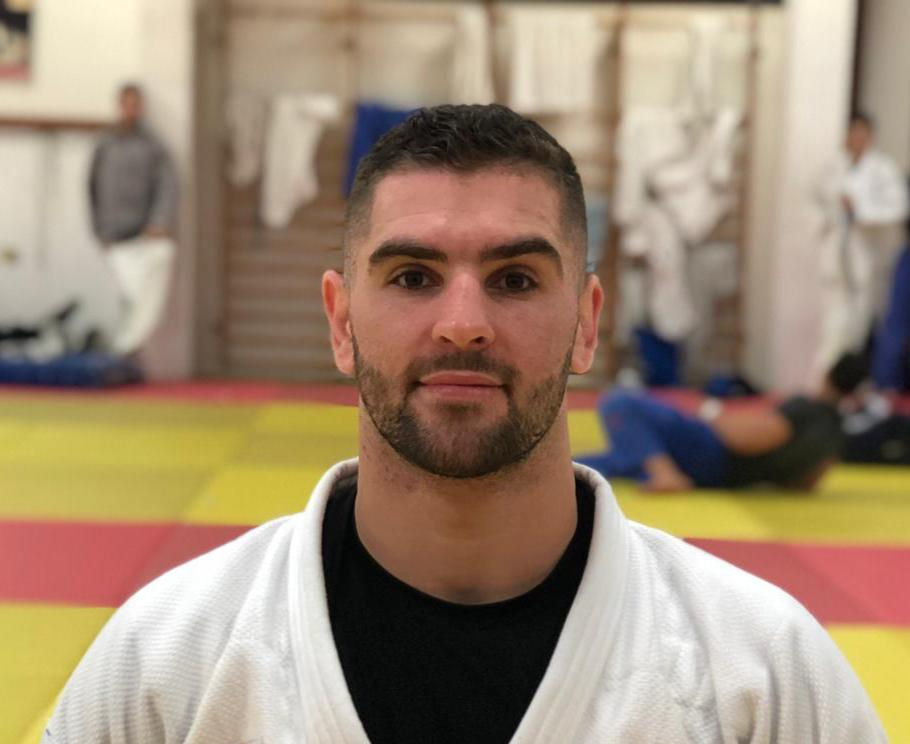
Peter Paltchik (2019)

Peter Paltchik (hebräisch פיטר פלצ'יק; * 4. Januar 1992 in Jalta/Krim (Ukraine)) ist ein ukrainisch-stämmiger israelischer Judoka. Wenige Monate nach seiner Geburt wanderte die Familie nach Rischon LeZion in Israel aus. Als israelischer Judoka wurde er 2018 Dritter bei der Europameisterschaften und 2020 Europameister, 2023 wurde er Weltmeisterschaftsdritter.

## Sportliche Karriere
Peter Paltchik kämpfte anfangs in der Gewichtsklasse bis 90 Kilogramm. In dieser Gewichtsklasse war er 2011 Zweiter der Junioreneuropameisterschaften und 2013 israelischer Meister. 2014 stieg er ins Halbschwergewicht auf, die Gewichtsklasse bis 100 Kilogramm. 2014 und 2015 wurde er in dieser Gewichtsklasse israelischer Meister. Bei den Europaspielen 2015 schied er im Achtelfinale gegen den Franzosen Cyrille Maret aus.
2017 belegte er den siebten Platz bei den Europameisterschaften in Warschau. 2018 gewann er in Tiflis erstmals ein Grand-Prix-Turnier. Bei den Europameisterschaften 2018 vor heimischem Publikum in Tel Aviv unterlag er im Halbfinale Cyrille Maret, den Kampf um eine Bronzemedaille gewann er gegen den Russen Nijas Bilalow. Im Oktober 2018 bezwang er im Finale des Grand-Slam-Turniers in Abud Dhabi Elmar Qasımov aus Aserbaidschan. Anfang 2020 siegte er beim Grand-Prix-Turnier in Tel Aviv und vierzehn Tage später beim Grand-Slam-Turnier in Paris. Danach fanden wegen der COVID-19-Pandemie ein halbes Jahr lang fast keine Judo-Turniere statt. Ende November 2020 gewann Paltchik im Finale der Europameisterschaften in Prag den Titel mit einem Sieg über den Russen Arman Adamjan. Bei den Olympischen Spielen in Tokio unterlag Paltchik im Viertelfinale dem Japaner Aaron Wolf und belegte letztlich den siebten Platz. Im Mixed-Mannschaftswettbewerb gewann die israelische Mannschaft eine Bronzemedaille. 
2022 schied Paltchik bei den Weltmeisterschaften in Taschkent in der ersten Runde aus, mit der Mannschaft gewann er die Bronzemedaille. Ein halbes Jahr später bei den Weltmeisterschaften 2023 in Doha unterlag Paltchik im Viertelfinale dem Aserbaidschaner Zelym Kotsoiev. Nach einem Sieg in der Hoffnungsrunde bezwang Paltchik im Kampf um Bronze den Kanadier Shady El Nahas.
Bei den Olympischen Spielen in Paris 2024 gewann Paltchik die Bronzemedaille.